# 航琉ひびき
航琉 ひびき（わたる ひびき、12月13日 - ）は、元宝塚歌劇団花組の男役。元花組副組長。
東京都国分寺市、カリタス女子高等学校出身。身長173cm。愛称は「キョン」、「リーダー」。

## 来歴
2005年、宝塚音楽学校入学。
2007年、宝塚歌劇団に93期生として入団。入団時の成績は17番。星組公演「さくら／シークレット・ハンター」で初舞台。その後、花組に配属。
2022年2月7日付で花組副組長に就任。
2023年10月8日、「鴛鴦歌合戦／GRAND MIRAGE!」東京公演千秋楽をもって、宝塚歌劇団を退団。

## 宝塚歌劇団時代の主な舞台

### 初舞台
- 2007年3 - 4月、星組『さくら』『シークレット・ハンター』（宝塚大劇場のみ）

### 花組時代
- 2007年9 - 12月、『アデュー・マルセイユ』『ラブ・シンフォニー』
- 2008年2月、『メランコリック・ジゴロ』『ラブ・シンフォニーII』（中日劇場）
- 2008年5 - 8月、『愛と死のアラビア』『Red Hot Sea』
- 2009年1 - 3月、『太王四神記』
- 2009年7月、『ME AND MY GIRL』（梅田芸術劇場）
- 2009年9 - 11月、『外伝 ベルサイユのばら-アンドレ編-』 - 衛兵隊、新人公演：ドレッセ（本役：夕霧らい）『EXCITER!!』
- 2010年3 - 5月、『虞美人』 - 新人公演：懐王（本役：眉月凰）
- 2010年7 - 10月、『麗しのサブリナ』 - 新人公演：アーネスト（本役：真瀬はるか）『EXCITER!!』
- 2011年2 - 4月、『愛のプレリュード』 - 新人公演：医者（本役：祐澄しゅん）『Le Paradis!!（ル パラディ）』
- 2011年6 - 9月、『ファントム』 - 街の男、新人公演：トゥルニエ（本役：浦輝ひろと）
- 2011年10 - 11月、『小さな花がひらいた』 - 太吉『ル・ポァゾン 愛の媚薬II』（全国ツアー）
- 2012年1 - 3月、『復活-恋が終わり、愛が残った-』 - 新人公演：ウスチーノフ（本役：夕霧らい）『カノン』
- 2012年5月、『近松・恋の道行』（バウホール・日本青年館） - 中村源吾[3]
- 2012年7 - 10月、『サン＝テグジュペリ』 - 新人公演：ザジ（本役：月央和沙）『CONGA!!』
- 2012年11月、『Victorian Jazz（ヴィクトリアン ジャズ）』（バウホール） - 警官
- 2013年2 - 5月、『オーシャンズ11』 - ハロルド、新人公演：テーラー（本役：月央和沙）
- 2013年6 - 7月、『戦国BASARA』（東急シアターオーブ）
- 2013年8 - 11月、『愛と革命の詩（うた）-アンドレア・シェニエ-』 - ピエール／サント=ブーヴ、新人公演：アルフォンス・ルーシェ（本役：悠真倫）／デュマ（本役：紫峰七海）『Mr. Swing!』
- 2014年2 - 5月、『ラスト・タイクーン -ハリウッドの帝王、不滅の愛-』 - ボブ、新人公演：レッド・ライディングウッド（本役：紫峰七海）『TAKARAZUKA ∞ 夢眩』
- 2014年6 - 7月、『ノクターン-遠い夏の日の記憶-』（バウホール） - セルゲイ
- 2014年8 - 11月、『エリザベート-愛と死の輪舞（ロンド）-』 - ヒューブナー男爵
- 2015年1月、『Ernest in Love』（東京国際フォーラム） - 八百屋／ヨゼフ／召使い
- 2015年3 - 6月、『カリスタの海に抱かれて』『宝塚幻想曲（タカラヅカ ファンタジア）』
- 2015年7 - 8月、『ベルサイユのばら-フェルゼンとマリー・アントワネット編-』 - 農民『宝塚幻想曲（タカラヅカ ファンタジア）』（梅田芸術劇場・台北国家戯劇院）
- 2015年10 - 12月、『新源氏物語』 - 頭の弁『Melodia-熱く美しき旋律-』
- 2016年2 - 3月、『For the people-リンカーン 自由を求めた男-』（ドラマシティ・KAAT神奈川芸術劇場） - ジェファーソン・デイビス[3]
- 2016年4 - 7月、『ME AND MY GIRL』 - トマス・ヘアフォード
- 2016年9月、『仮面のロマネスク』 - 司祭ルブラン『Melodia-熱く美しき旋律-』（全国ツアー）
- 2016年11 - 2017年2月、『雪華抄（せっかしょう）』『金色（こんじき）の砂漠』 - 兵士グルターズ
- 2017年3 - 4月、『仮面のロマネスク』 - 司祭ルブラン『EXCITER!!2017』（全国ツアー）
- 2017年6 - 8月、『邪馬台国の風』 - 不弥王『Santé!!』
- 2017年10月、『ハンナのお花屋さん-Hanna's Florist-』（TBS赤坂ACTシアター） - ヘルゲ・インゲマン／移民の男／ジャーナリスト[3]
- 2018年1 - 3月、『ポーの一族』 - 村長／ハリソン先生
- 2018年5月、『あかねさす紫の花』 - 小泉『Sante!!』（博多座）
- 2018年7 - 10月、『MESSIAH（メサイア）-異聞・天草四郎-』 - 芦塚忠右衛門『BEAUTIFUL GARDEN-百花繚乱-』
- 2018年11 - 12月、『蘭陵王（らんりょうおう）-美しすぎる武将-』（ドラマシティ・KAAT神奈川芸術劇場） - 父／皇帝／村の長者／記憶の男[3]
- 2019年2 - 4月、『CASANOVA』 - ブラガディーノ卿
- 2019年6 - 7月、『花より男子』（TBS赤坂ACTシアター） - 伊藤／静の父
- 2019年6月、『恋スルARENA』（横浜アリーナ）[注釈 1]
- 2019年8 - 11月、『A Fairy Tale -青い薔薇の精-』 - ディビット・ブラウン『シャルム!』
- 2020年1月、『DANCE OLYMPIA』（東京国際フォーラム） - オリンピアの歌手／プロデューサー
- 2020年7 - 11月、『はいからさんが通る』 - 卯月
- 2021年4 - 7月、『アウグストゥス-尊厳ある者-』 - サレナス『Cool Beast!!』
- 2021年8 - 9月、『銀ちゃんの恋』（KAAT神奈川芸術劇場・ドラマシティ） - 専務
- 2021年11 - 2022年2月、『元禄バロックロック』 - ケンペル『The Fascination（ザ ファシネイション）!』
- 2022年3 - 4月、『TOP HAT』（梅田芸術劇場） - ジョージ／コレッリ支配人[3]
- 2022年6 - 9月、『巡礼の年〜リスト・フェレンツ、魂の彷徨〜』 - アダム・リスト『Fashionable Empire』
- 2022年10 - 11月、『フィレンツェに燃える』 - カルロ『Fashionable Empire』（全国ツアー）
- 2023年1 - 3月、『うたかたの恋』 - ロシェック『ENCHANTEMENT（アンシャントマン）-華麗なる香水（パルファン）-』
- 2023年4 - 5月、『二人だけの戦場』（梅田芸術劇場・東京建物 Brillia HALL） - クェイド少佐
- 2023年7 - 10月、『鴛鴦歌合戦（おしどりうたがっせん）』 - 道具屋六兵衛『GRAND MIRAGE!』 退団公演[6][2][3]

## 受賞歴
- 2010年、『宝塚歌劇団年度賞』 - 2009年度レッスン奨励賞[7]